# هجرس زيتوني
الهِجْرِس الزيتوني أو ببساطة الهِجْرِس، ويسمى أيضا العَبَلْنَج أو الأبلنج أو الأبولنج (الاسم العلمي:Chlorocebus aethiops) (بالإنجليزية: Grivet)‏، هو نوع من الحيوانات يتبع جنس الهجرس الزيتوني من فصيلة سعادين العالم القديم.